# Мілештій-Ной
Мілештій-Ной (рум. Mileștii Noi) — село в Яловенському районі Молдови. Входить до складу комуни, адміністративним центром якої є село Резень.